# Annett Böhm
Annett Böhm (Meerane, 8 januari 1980) is een voormalig judoka uit Duitsland, die haar vaderland tweemaal op rij vertegenwoordigde bij de Olympische Spelen: in 2004 (Athene) en 2008 (Peking). Bij haar olympische debuut won Böhm een bronzen medaille in de klasse tot 70 kilogram (middengewicht), net als de Chinese Qin Dongya.

## Erelijst

### Olympische Spelen
- – 2004 Athene, Griekenland (– 70 kg)

### Wereldkampioenschappen
- – 2003 Osaka, Japan (– 70 kg)

### Duitse kampioenschappen
- – 2001 Hamm, Duitsland (– 70 kg)
- – 2002 Ettlingen, Duitsland (– 70 kg)
- – 1997 Herne, Duitsland (– 72 kg)
- – 1999 Annaberg-Buchholz, Duitsland (– 70 kg)
- – 2006 Esslingen, Duitsland (– 70 kg)